# Liste der Kardinalskreierungen Hadrians IV.
Papst Hadrian IV. hat im Verlauf seines Pontifikates (1154–1159) in sechs Konsistorien die Kreierung von 13 Kardinälen vorgenommen.

## Konsistorien

### 21. September 1156
- Hubaldus – Kardinalpriester von S. Lorenzo in Lucina, † nach 3. Juni 1157

### 21. Dezember 1156
- Boso, Augustiner-Chorherren – Kardinaldiakon von SS. Cosma e Damiano, dann (18. März 1166) Kardinalpriester von S. Pudenziana, † um 1178
- Bonadies – Kardinaldiakon von S. Angelo, dann (14. März 1158) Kardinalpriester von S. Crisogono, † um 1162
- Ardicio Rivoltella – Kardinaldiakon von S. Teodoro, † 1186
- Alberto di Morra, Augustiner-Chorherren – Kardinaldiakon von S. Adriano, dann (14. März 1158) Kardinalpriester von S. Lorenzo in Lucina und endlich Papst Gregor VIII (25. Oktober 1187), † 17. Dezember 1187

### 24. Mai 1157
- Guido – Kardinaldiakon von S. Maria in Aquiro, † nach 13. Juni 1157

### Um 1157
- Simeone Borelli, O.S.B., Abt von Subiaco – Kardinaldiakon von S. Maria in Domnica, † um Jahreswende 1183/84

### 14. März 1158
- Guglielmo Marengo – Kardinalpriester von S. Pietro in Vincoli, dann (17. Dezember 1176) Kardinalbischof von Porto e S. Rufina, † 18. Januar 1178
- Cinzio Capello – Kardinaldiakon von S. Adriano, dann (22. September 1178) Kardinalpriester von S. Cecilia, † nach 18. Juni 1182
- Pietro di Miso – Kardinaldiakon von S. Eustachio, dann (18. März 1166) Kardinalpriester von S. Lorenzo in Damaso, † 14. September 1174
- Raymond de Nimes – Kardinaldiakon von S. Maria in Vialata, † um 1176

### 19. Dezember 1158
- Walter, Augustiner-Chorherren – Kardinalbischof von Albano, † um 1178
- Giovanni Conti da Anagni – Kardinaldiakon von S. Maria in Portico, dann (17. Dezember 1165) Kardinalpriester von S. Marco, und endlich (Juli/August 1190) Kardinalbischof von Palestrina, † nach 22. März 1196